# Xerografia
Xerografia é o processo de reprodução de imagens e/ou texto mediante a utilização da máquina fotocopiadora. Este processo permite recortar, colar, modificar e interferir nas várias formas que se vai obtendo.
O processo é mais conhecido por ser usado por produtos da Xerox (que no Brasil é usada como verbo.)